# Армавир (аэропорт)
Армавир — аэропорт местных воздушных линий города Армавира (Краснодарский край). В 70-е и 80-е годы  XX века осуществлял местные авиарейсы в Краснодар, Майкоп, Сочи. Расположен в 6 км севернее города, на западной окраине хутора Красная Поляна.
Аэродром Армавир, 4 класса, способен принимать самолёты типа Ан-2, Ан-28, L-410 и все более лёгкие, а также вертолёты всех типов.
В настоящее время пассажирские перевозки из аэропорта не осуществляются, аэродром используется муниципальным учреждением образования «Школа юных авиаторов». На аэродроме базируется Армавирский аэроклуб ДОСААФ России.
Вблизи Армавира имеется также одноимённый военный аэродром.